# Juan Bautista Comane
Juan Bautista Comane (mort el juliol de 1582) va ser un escultor espanyol d'origen italià.
En l'obra del Retaule, Custòdia i Enterrament del Monestir de l'Escorial, iniciats el 1579, Juan Bautista es va encarregar de tot allò relacionat amb l'extracció dels marbres i jaspis d'Espanya que juntament amb el bronze constitueixen la totalitat dels materials emprats en aquesta obra.